# 쑤이원징
쑤이원징(중국어 간체자: 隋文静, 정체자: 隋文靜, 병음: Suí Wénjìng, 한자음: 수문정, 1995년 5월 10일~)은 중화인민공화국의 피겨스케이팅 선수로 한충과 조를 이뤄 페어 선수로 활동했다. 올림픽에서 금메달 1개(2022), 은메달 1개(2018)를 획득했고, 세계 선수권 대회에서 2회 우승(2017, 2019), 3회 준우승(2015, 2016, 2021) 그랑프리 파이널 1회 우승(2019-20) 4대륙 선수권 대회에서 6회 연속 우승을 달성했다.
주니어 선수 시절에는 세계 주니어 선수권 대회 3회 우승(2010, 2011, 2012), 주니어 그랑프리 파이널 1회 우승(2009-10)을 달성했다.
쑤이원징과 한충 조는 주니어와 시니어 선수 경력 모두 국제 빙상 연맹 공인 주요 국제 대회에서 우승하여 "슈퍼 슬램"을 달성한 최초의 페어 선수이다. 또한 페어 스케이팅 쇼트 프로그램과 합산 부문 세계 기록을 보유 중이며  경기에서 스로 쿼드러플 살코와 쿼드러플 트위스트를 성공시킨 유일한 조이다.

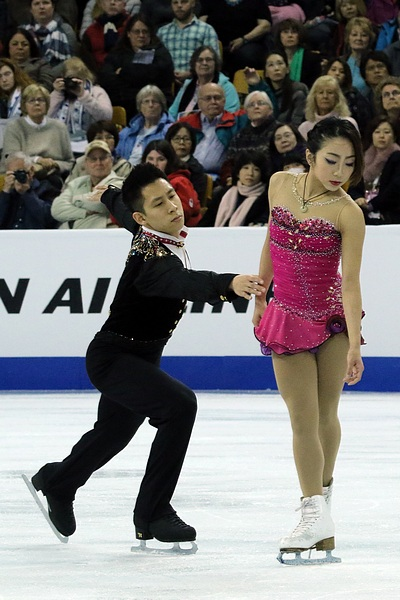
2016년 세계 선수권 대회 당시의 쑤이원징과 한충

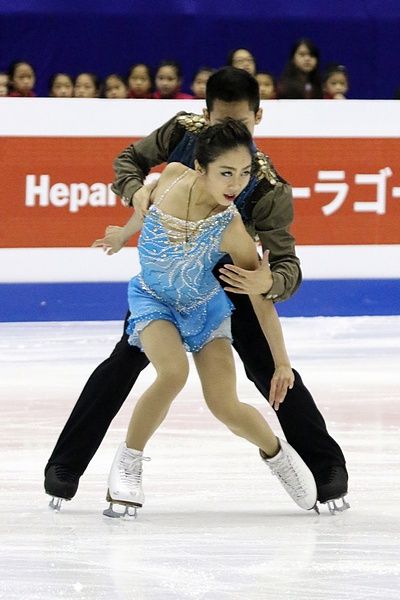
2016년 4대륙 선수권 대회 당시의 쑤이원징과 한충

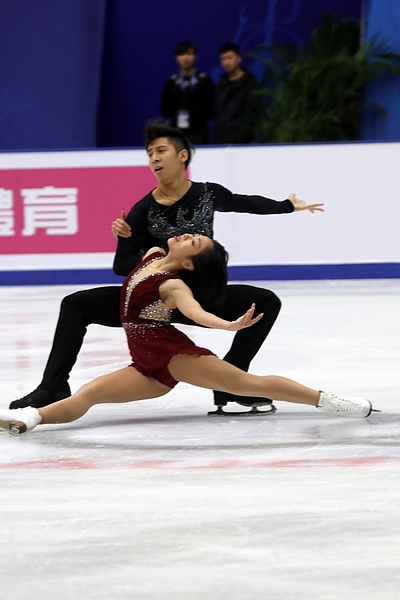
2017년 컵 오브 차이나 당시의 쑤이원징과 한충

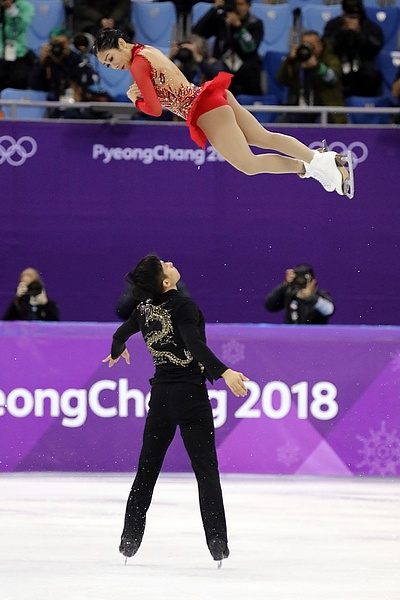
2018년 동계 올림픽 당시의 쑤이원징과 한충